# Вернигоренко Іван Григорович
Верниго́ренко Іва́н Григо́рович (нар. 19 вересня 1918 — 26 січня 1984) — радянський військовик, учасник Другої світової війни, Герой Радянського Союзу (1943).

## Біографія
Народився 19 вересня 1918 року в селі Новомихайлівка (на території сучасного Новоодеського району Миколаївської області) в селянській родині. Українець. Після закінчення школи працював у колгоспі.
До лав РСЧА призваний у 1938 році. Учасник німецько-радянської війни з 1941 року.
2 березня 1943 року поблизу села Таранівка гвардії старший сержант І. Г. Вернигоренко у складі групи з 25 бійців 8-ї стрілецької роти 78-го гвардійського стрілецького полку 25-ї гвардійської стрілецької дивізії 6-ї армії Південно-Західного фронту під командуванням гвардії лейтенанта П. М. Широніна вступив у нерівний бій з переважаючими силами супротивника, що наступали на Харків. Протягом 5 діб радянські бійці стримували наступ мотопіхоти і танків, знищивши при цьоиу 11 ворожих танків і понад 100 гітлерівців.
Демобілізований за станом здоров'я у 1943 році. Брав участь у відновленні вугільних шахт Донбасу, очолював колгосп у рідному селі. Згодом мешкав у Харкові, де й помер 26 січня 1984 року. Похований в селі Таранівка Зміївського району Харківської області, поруч зі своїми товаришами.

## Нагороди
Указом Президії Верховної Ради СРСР від 18 травня 1943 року за зразкове виконання бойових завдань командування на фронті боротьби з німецькими загарбниками та виявлені при цьому відвагу і героїзм, гвардії старшому сержанту Вернигоренку Івану Григоровичу присвоєне звання Героя Радянського Союзу з врученням ордена Леніна і медалі «Золота Зірка»
Також нагороджений медалями.